# 역장

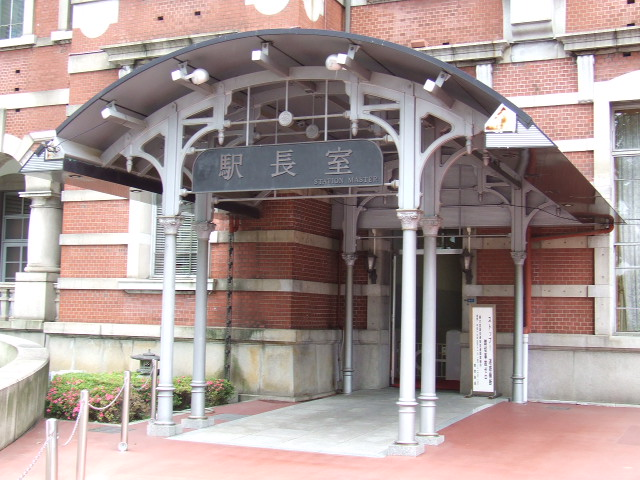
도쿄역의 역장실

역장(驛長)은 지하철역을 비롯한 철도역에서의 최고 관리자이다.

## 업무
주요 업무는 역장실에서 집무한다. 개찰 업무, 운전 취급 업무, 역사 청소도 할 수 있다. 또한 역장은 지역 회의에 참석하기도 한다.

## 같이 보기
- 타마 (고양이)